# Li Wenwen
Li Wenwen (chinês simplificado: 李雯雯, Pinyin: Lǐ Wén-Wén; 5 de março de 2000) é uma halterofilista chinesa, campeã olímpica.

## Carreira
Wenwen conquistou a medalha de ouro nos Jogos Olímpicos de Verão de 2020 em Tóquio, após levantar 320 kg na categoria feminina para pessoas com acima de 87 kg, marca que quebrou o recorde olímpico. Ela melhorou seus próprios recordes mundiais no Campeonato Asiático de Halterofilismo de 2020 em 2021.
Em agosto de 2024, ela terminou em primeiro lugar no evento feminino de +81 kg nas Olimpíadas de Verão de 2024, realizadas em Paris, França.